# 犬飼インターチェンジ
犬飼インターチェンジ（いぬかいインターチェンジ）は、大分県豊後大野市犬飼町下津尾にある中九州横断道路（犬飼千歳道路）のインターチェンジである。

## 道路
- 中九州横断道路（国道57号）
  - 犬飼千歳道路

## 沿革
- 2005年（平成17年）4月13日 : 一般国道57号改築工事（中九州横断道路「犬飼千歳道路及び千歳大野道路」新設工事・犬飼インターチェンジから大野インターチェンジまで）並びにこれに伴う町道及び村道付替工事について国土交通相より土地収用法に基づく事業認定が公示される[2]。
- 2007年（平成19年）3月18日 : 犬飼IC - 千歳IC間 開通に伴い供用開始。
- 2021年（令和3年）3月30日 : 中九州横断道路「大分 - 犬飼」間について、計画段階評価を進めるための調査着手[3][4][5]。

## 接続する道路
- 犬飼バイパス（国道57号）本線と直結
- 国道10号
- 国道326号
- 大分県道57号竹田犬飼線[1]

## 料金所
犬飼千歳道路は一般国道であり料金所はない。

## 周辺
- 犬飼石仏
- リバーパーク犬飼
- 大分市街

## 隣
中九州横断道路（犬飼千歳道路）
（基本計画区間） - 犬飼IC - 千歳IC